# Rafael Bastos
Pour les articles homonymes, voir Bastos.
Rafael Bastos est un footballeur brésilien né le 1er janvier 1985 à Rio de Janeiro. Il est attaquant.

## Biographie
Il marque un doublé en Ligue des Champions 2012-2013 face au Sporting Braga lors de la 1re journée des phases de poules du groupe H.

## Palmarès
- Champion de Roumanie en 2012 avec le CFR Cluj
- Vice-Champion du Portugal en 2010 avec le Sporting Braga